# Conferência Leste da Superliga Nacional de Futebol Americano de 2016
A Conferência Leste é uma das quatro conferências da Superliga Nacional de Futebol Americano de 2016.
O primeiro colocado de cada um dos grupos, mais os dois melhores classificados independente do grupo, estarão classificado para as semifinais da conferência. O campeão da conferência classifica-se às semifinais da Superliga Nacional de 2016. A pior equipe da conferência sendo rebaixada para a Liga Nacional de 2017.

## Classificação
Classificados para os playoffs estão marcados em verde e em rosa o rebaixado à Liga Nacional de 2017.
O símbolo # indicada a classificação dentro da conferência.
Grupo 1
| Pos | Times                   | V | E | D | PCT  | PF  | PS  | SP   |
| --- | ----------------------- | - | - | - | ---- | --- | --- | ---- |
| 1   | Vila Velha Tritões #2   | 5 | 0 | 1 | .833 | 264 | 68  | 196  |
| 2   | Minas Locomotiva        | 2 | 0 | 4 | .333 | 130 | 116 | 14   |
| 3   | Cabritos FA             | 1 | 0 | 5 | .167 | 49  | 275 | -226 |
| 4   | Botafogo Challengers[a] | 0 | 0 | 6 | .000 | 0   | 278 | -278 |

Grupo 2
| Pos | Times                      | V | E | D | PCT   | PF  | PS  | SP  |
| --- | -------------------------- | - | - | - | ----- | --- | --- | --- |
| 1   | Flamengo FA #1             | 6 | 0 | 0 | 1.000 | 291 | 38  | 253 |
| 2   | Vasco da Gama Patriotas #3 | 4 | 0 | 2 | .667  | 168 | 85  | 83  |
| 3   | Botafogo Reptiles #4       | 4 | 0 | 2 | .667  | 174 | 120 | 54  |
| 4   | Santos Tsunami             | 2 | 0 | 4 | .333  | 67  | 163 | -96 |

### Resultados
Primeira Rodada
| 9 de julho 14:00 UTC -3 | Relatório | Vasco da Gama Patriotas | 62–00 | Cabritos FA |  | Vila Olímpica de Caxias, Duque de Caxias-RJ |  |

| 9 de julho 14:00 UTC -3 |  | Minas Locomotiva | 33–35 | Botafogo Reptiles |  | PUC Minas - Campus Coração Eucarístico, Belo Horizonte-MG |  |

| 10 de julho 14:00 UTC -3 | Relatório | Vila Velha Tritões | 28–49 | Flamengo FA |  | Estádio Salvador Costa, Vitória-ES Público: 2 203 |  |

| 24 de julho 10:00 UTC -3 |  | Botafogo Challengers | 00–23 | Santos Tsunami |  | CT Santa Iria, Ribeirão Preto-SP |  |

Segunda Rodada
| 30 de julho 14:00 UTC -3 | Relatório | Flamengo FA | 59–00 | Botafogo Challengers |  | Vila Olímpica de Caxias, Duque de Caxias-RJ |  |

| 30 de julho 13:00 UTC -3 | Relatório | Cabritos FA | 00–26 | Minas Locomotiva |  | Campo do Clube da Aest, Serra-ES |  |

| 31 de julho 14:00 UTC -3 | Relatório | Botafogo Reptiles | 16–34 | Vasco da Gama Patriotas |  | Vila Olímpica de Caxias, Duque de Caxias-RJ |  |

| 6 de agosto 14:00 UTC -3 | Relatório | Santos Tsunami | 12–42 | Vila Velha Tritões |  | CT Meninos da Vila, Santos-SP |  |

Terceira Rodada
| 27 de agosto 14:00 UTC -3 | Relatório | Cabritos FA | 00–78 | Flamengo FA |  | Campo de Barcelona, Serra-ES |  |

| 27 de agosto 14:00 UTC -3 | Relatório | Santos Tsunami | 15–07 | Minas Locomotiva |  | CT Meninos da Vila, Santos-SP |  |

| 28 de agosto 14:00 UTC -3 | Relatório | Vasco da Gama Patriotas | 07–34 | Vila Velha Tritões |  | Estádio José Maria de Brito Barros, Mangaratiba-RJ |  |

| 15 de outubro | W.O.[a] | Botafogo Challengers | 00–49 | Botafogo Reptiles |  | CT Santa Iria, Ribeirão Preto-SP |  |

Quarta Rodada
| 10 de setembro 16:30 UTC -3 | Relatório | Minas Locomotiva | 15–26 | Vasco da Gama Patriotas |  | SESC Venda Nova, Belo Horizonte-MG |  |

| 10 de setembro 14:00 UTC -3 | Relatório | Santos Tsunami | 07–42 | Flamengo FA |  | CT Meninos da Vila, Santos-SP |  |

| 10 de setembro 14:00 UTC -3 | Relatório | Botafogo Reptiles | 38–00 | Cabritos FA |  | Vila Olímpica de Caxias, Duque de Caxias-RJ |  |

| 11 de setembro | W.O.[a] | Vila Velha Tritões | 49–00 | Botafogo Challengers |  | Estádio Salvador Costa, Vitória-ES |  |

Quinta Rodada
| 24 de setembro | W.O.[a] | Minas Locomotiva | 49–00 | Botafogo Challengers |  |  |  |

| 24 de setembro 14:00 UTC -3 | Relatório | Botafogo Reptiles | 33–10 | Santos Tsunami |  | Vila Olímpica de Caxias, Duque de Caxias-RJ |  |

| 25 de setembro 13:00 UTC -3 | Relatório | Flamengo FA | 20–00 | Vasco da Gama Patriotas |  | Estádio Ronaldo Nazário, Rio de Janeiro-RJ |  |

| 25 de setembro 14:00 UTC -3 | Relatório | Cabritos FA | 00–71 | Vila Velha Tritões |  | Estádio do Bambu, Aracruz-ES |  |

Sexta Rodada
| 8 de outubro | W.O.[a] | Botafogo Challengers | 00–49 | Cabritos FA |  |  |  |

| 8 de outubro 14:00 UTC -3 |  | Vasco da Gama Patriotas | 39–00 | Santos Tsunami |  | Estádio Ronaldo Nazário, Rio de Janeiro-RJ |  |

| 9 de outubro 10:00 UTC -3 | Relatório | Vila Velha Tritões | 40–00 | Minas Locomotiva |  | Estádio Salvador Costa, Vitória-ES |  |

| 9 de outubro 14:00 UTC -3 | Relatório | Flamengo FA | 43–03 | Botafogo Reptiles |  | Estádio Ronaldo Nazário, Rio de Janeiro-RJ |  |

## Ligação externa
- Classificação no Futebol Americano Brasil